# Quinchamalium litorale
Quinchamalium litorale là một loài thực vật có hoa trong họ Schoepfiaceae. Loài này được Phil. miêu tả khoa học đầu tiên năm 1864.